# Serrasalmus rhombeus
Serrasalmus rhombeus är en fiskart som först beskrevs av Carl von Linné 1766.  Serrasalmus rhombeus ingår i släktet Serrasalmus och familjen Characidae. Inga underarter finns listade i Catalogue of Life.